# (24835) 1995 SM55
(24835) 1995 SM55 – planetoida z grupy obiektów transneptunowych z Pasa Kuipera, należąca do rodziny planetoidy Haumea.

## Odkrycie i oznaczenie
Planetoida została odkryta 19 września 1995 roku przez Nichole Danzl. Planetoida nie ma nadanej nazwy, a jedynie oznaczenie tymczasowe i stały numer.

## Orbita
Orbita (24835) 1995 SM55 nachylona jest do płaszczyzny ekliptyki pod kątem 27,04°. Na jeden obieg wokół Słońca ciało to potrzebuje około 269 lat, krążąc w średniej odległości 41,7 j.a. od Słońca.
Planetoida ta należy do rodziny planetoidy Haumea.

## Właściwości fizyczne
(24835) 1995 SM55 ma średnicę szacowaną na ok. 701 km. Jego jasność absolutna to ok. 4,6m, albedo zaś szacowane jest na ok. 0,04.